# Lady Macbeth (pel·lícula)
Lady Macbeth és una pel·lícula dramàtica britànica del 2016 dirigida per William Oldroyd i escrita per Alice Birch, basada en la novel·la Lady Macbeth del districte de Mtsensk de Nikolai Leskov, tot i que el final de la pel·lícula es desvia significativament del text d'origen. És protagonitzada per Florence Pugh, Cosmo Jarvis, Paul Hilton, Naomi Ackie i Christopher Fairbank. La trama segueix una jove que es veu sufocada pel seu matrimoni sense amor amb un home amargat que la dobla en edat.
La pel·lícula es va estrenar mundialment al Festival Internacional de Cinema de Toronto el 10 de setembre de 2016 i va ser estrenada al Regne Unit el 28 d'abril de 2017 per Altitude Film Distribution i als Estats Units el 14 de juliol de 2017 per Roadside Attractions. Va rebre crítiques positives i va recaptar més de 5 milions de dòlars arreu del món.

## Argument
El 1865, Katherine té un matrimoni sense amor amb un home gran, Alexander Lester. Viuen a la finca del pare d'Alexander, Boris, a la zona rural de Northumberland, al nord-est d'Anglaterra. Katherine es veu obligada a mantenir un horari estricte i se li impedeix sortir de casa. Boris la renya per no donar un fill a Alexandre, però l'interès sexual d'Alexandre per la seva dona sembla limitar-se a veure el seu cos nu. Un dia, Boris i Alexander han d'abandonar la finca per separat per assumptes comercials, deixant Katherine sola amb la criada, Anna. Per primera vegada és lliure d'explorar la zona per alleujar el seu avorriment.
Katherine descobreix que Anna està suspesa del sostre d'una dependència en un llençol pels homes que treballen a la terra. Diuen que pesen una truja. Katherine fa alliberar la dona. L'atreu un dels homes, Sebastian, i l'endemà es prepara per conèixer-lo. Quan Sebastian va a la casa a visitar Katherine, comencen una aventura. Anna informa al sacerdot local, que intenta advertir a Katherine, però ella el fa fora. Quan Boris torna a casa, troba que el seu vi favorit s'ha esgotat. Acusa l'Anna de beure-se'l i li diu que es posi a terra a quatre potes: si es comporta com un animal serà tractada com un animal. Katherine no diu res. Més tard, Boris és informat de l'afer, apallissa Sebastian i el tanca en un estable. Colpeja Katherine quan ella demana la seva llibertat. Aleshores, Katherine enverina el menjar i, amb tranquil·litat, parla amb Anna mentre s'ofega a la sala del costat.
L'Anna és muda de terror i Boris és enterrat sense recel. Katherine es fa càrrec de la finca i ella i Sebastian continuen el seu afer obertament. Una nit, mentre dormen al llit matrimonial de Katherine, es desperta per adonar-se que Alexander ha tornat a casa. Després de revelar que és conscient de la infidelitat, Katherine convoca Sebastian i comencen a tenir relacions sexuals davant seu. Es produeix una baralla, durant la qual Katherine mata a Alexander. La parella enterra el cos d'Alexandre al bosc i mata el seu cavall. No se'ls acusa directament de l'assassinat, i Sebastià comença a vestir-se i comportar-se com el propi senyor de la casa pairal.
Una dona arriba a la finca amb un noi anomenat Teddy, que segons ella és el producte d'una aventura entre Alexander i la seva filla. Katherine protegeix la parella a contracor. Sebastià, enfadat pel canvi d'habitatge, torna a la dependència. Katherine s'adona que està embarassada, però no pot informar Sebastian. També comença a vincular-se amb Teddy. Quan Teddy desapareix després que Katherine el renyi, Sebastian troba el noi assegut sobre una cascada i el rescata. Quan torna Teddy a la casa, admet que va pensar en empènyer-lo. Katherine dissuadeix Sebastian de marxar, prometent fer el que vulgui a canvi.
Mentre l'àvia de Teddy està adormida, la parella aprofita l'oportunitat per ofegar Teddy. Sebastian s'amaga al bosc mentre Katherine afirma que Teddy ha mort dormint. El metge del poble es mostra escèptic amb la història, però mentre es discuteix el tema, un Sebastià culpable torna del bosc i ho confessa tot. Katherine rpen la confessió de Sebastian i l'acusa de cometre tots els assassinats amb Anna. La seva paraula no pot contra la seva, sobretot quan l'Anna roman muda. Quan Sebastian i Anna són emportats per la policia, els criats restants marxen i Katherine es queda sola a la casa amb el seu fill no nat.

## Repartiment
- Florence Pugh - Katherine Lester
- Cosmo Jarvis - Sebastian
- Naomi Ackie - Anna
- Christopher Fairbank - Boris Lester
- Paul Hilton - Alexander Lester
- Golda Rosheuvel - Agnes
- Anton Palmer - Teddy
- Rebecca Manley - Mary
- Fleur Houdijk - Tessa
- Cliff Burnett - Pare Peter
- Nicholas Lumley - Mr. Robertson
- Raymond Finn - Mr. Kirkbride
- Ian Conningham - Detective Logan

## Producció
Al setembre de 2015, es va anunciar que Florence Pugh, Cosmo Jarvis, Christopher Fairbank, Naomi Ackie i [[Paul Hilton (actor britànic] | Paul Hilton]] formarien el repartiment de la pel·lícula, amb William Oldroyd dirigint un guió d'Alice Birch.

## Estrena
La pel·lícula es va estrenar al Festival Internacional de Cinema de Toronto el 10 de setembre de 2016. Poc després, Roadside Attractions i Altitude Film Distribution van adquirir els drets de distribució dels EUA i el Regne Unit de la pel·lícula, respectivament. Va sortir a la pantalla al Festival de Cinema de Londres el 14 d'octubre de 2016 i al Festival de Cinema de Sundance el 20 de gener de 2017.
La pel·lícula es va estrenar al Regne Unit el 28 d'abril de 2017 i als Estats Units el 14 de juliol de 2017.

## Recepció crítica
Al lloc web agregador de ressenyes Rotten Tomatoes, la pel·lícula té una qualificació d'aprovació del 88% basada en 189 ressenyes, amb una mitjana ponderada de 7,57/10. El consens crític del lloc web diu: "Lady Macbeth destella una duresa sorprenent per sota del seu període exterior, reforçada per una actuació central fascinant i imperdonable de Florence Pugh." A Metacritic, que assigna una puntuació mitjana a les crítiques, la pel·lícula té una puntuació ponderada de 76 sobre 100, basada en 37 crítiques, que indicava "ressenyes generalment favorables".
Guy Lodge de Variety va dir que "Florence Pugh s'anuncia a si mateixa com un gran talent a veure en la impressionant tragèdia victoriana de William Oldroyd." David Friend de The Canadian Press qualifica l'actuació de Pugh de "revelació" i "una interpretació sorprenent d'una dona a punt d'esclatar."
Mick LaSalle de The San Francisco Chronicle escriu: "L'aproximació de Oldroyd a Lady Macbeth garanteix algunes duracions a mesura que la pel·lícula continua. Però la claredat amb què Pugh i Oldroyd comuniquen els pensaments i els motius de Katherine manté un interès sòlid al llarg de tota l'obra."

## Premis i nominacions
| Premi                                | Data de cerimònia      | Categoria                                                       | Receptor(s)                                                                             | Resultat  | Ref.          |
| ------------------------------------ | ---------------------- | --------------------------------------------------------------- | --------------------------------------------------------------------------------------- | --------- | ------------- |
| Evening Standard British Film Awards | 8 de desembre de 2016  | Premi Malone Souliers a la revelació de l'any                   | Florence Pugh                                                                           | Guanyador | [ 16 ]        |
| Les Arcs European Film Festival      | 16 de desembre de 2016 | Premi Cineuropa                                                 | Lady Macbeth                                                                            | Guanyador | [ 17 ] [ 18 ] |
| Dublin Film Critics' Circle          | [ 26 de febrer de 2017 | Millor actriu                                                   | Florence Pugh                                                                           | Guanyador | [ 19 ]        |
| National Board of Review             | 28 de novembre de 2017 | Top Ten Independent Films                                       | Lady Macbeth                                                                            | Guanyador | [ 20 ]        |
| Premis del Cinema Europeu            | 9 de desembre de 2017  | Millor actriu                                                   | Florence Pugh                                                                           | Nominat   | [ 21 ]        |
| Premis del Cinema Europeu            | 9 de desembre de 2017  | [ European Discovery / Prix FIPRESCI                            | Lady Macbeth                                                                            | Guanyador | [ 21 ]        |
| Premis British Independent Film      | 10 de desembre de 2017 |                                                                 |                                                                                         |           |               |
| Premis British Independent Film      | 10 de desembre de 2017 | Millor pel·lícula independent britànica                         | Lady Macbeth                                                                            | Nominat   | [ 22 ]        |
| Premis British Independent Film      | 10 de desembre de 2017 | Millort Director                                                | William Oldroyd                                                                         | Nominat   | [ 22 ]        |
| Premis British Independent Film      | 10 de desembre de 2017 | Premi Douglas Hickox (Debut Director)                           | William Oldroyd                                                                         | Nominat   | [ 22 ]        |
| Premis British Independent Film      | 10 de desembre de 2017 | Millor actriu                                                   | Florence Pugh                                                                           | Guanyador | [ 22 ]        |
| Premis British Independent Film      | 10 de desembre de 2017 | Millor actriu secundària                                        | Naomi Ackie                                                                             | Nominat   | [ 22 ]        |
| Premis British Independent Film      | 10 de desembre de 2017 | Millor promesa revelació                                        | Naomi Ackie                                                                             | Guanyador | [ 22 ]        |
| Premis British Independent Film      | 10 de desembre de 2017 | Millor promesa revelació                                        | Cosmo Jarvis                                                                            | Nominat   | [ 22 ]        |
| Premis British Independent Film      | 10 de desembre de 2017 | Millor guió                                                     | Alice Birch                                                                             | Guanyador | [ 22 ]        |
| Premis British Independent Film      | 10 de desembre de 2017 | Millor debut com a guionista                                    | Alice Birch                                                                             | Nominat   | [ 22 ]        |
| Premis British Independent Film      | 10 de desembre de 2017 | Productor revelació                                             | Fodhla Cronin O'Reilly                                                                  | Nominat   | [ 22 ]        |
| Premis British Independent Film      | 10 de desembre de 2017 | Millor càsting                                                  | Shaheen Baig                                                                            | Nominat   | [ 22 ]        |
| Premis British Independent Film      | 10 de desembre de 2017 | Millor fotografia                                               | Ari Wegner                                                                              | Guanyador | [ 22 ]        |
| Premis British Independent Film      | 10 de desembre de 2017 | Millor vestuari                                                 | Holly Waddington                                                                        | Guanyador | [ 22 ]        |
| Premis British Independent Film      | 10 de desembre de 2017 | Millor Make-up i perruqueria                                    | Sian Wilson                                                                             | Nominat   | [ 22 ]        |
| Premis British Independent Film      | 10 de desembre de 2017 | Millor disseny de producció                                     | Jacqueline Abrahams                                                                     | Nominat   | [ 22 ]        |
| Unió de la Crítica del Cinema        | 7 de gener de 2018     | Grand Prix                                                      | Lady Macbeth                                                                            | Nominat   | [ 23 ]        |
| Premis Goya                          | 3 de febrer de 2018    | Millor pel·lícula europea                                       | Lady Macbeth                                                                            | Nominat   | [ 24 ]        |
| Premi BAFTA                          | 18 de febrer de 2018   | BAFTA al millor director, guionista o productor britànic novell | Alice Birch (guionista), William Oldroyd (director), Fodhla Cronin O'Reilly (productor) | Nominat   | [ 25 ]        |
| Premi BAFTA                          | 18 de febrer de 2018   | Millor pel·lícula britànica                                     | Lady Macbeth                                                                            | Nominat   | [ 25 ]        |
| Premis Independent Spirit            | 3 de març de 2018      | Millor pel·lícula internacional                                 | William Oldroyd                                                                         | Nominat   | [ 26 ]        |